# Erik V. Dánský
Erik V. Dánský, zvaný Klipping (Glipping) (1249 – 22. listopadu 1286, Finderup u Viborgu) byl dánský král v letech 1259–1286.

## Biografie

### Původ a mládí
Erik se narodil jako syn dánského krále Kryštofa I. a jeho manželky Markéty Sambiria.
V roce 1259, když bylo Erikovi deset let, zemřel nečekaně jeho otec (patrně byl zavražděn) a Erik vstoupit na dánský trůn; kvůli jeho nízkému věku za něj fakticky do roku 1264 vládla jeho matka.

### Boj o trůn
Do roku 1264 vládl pod poručnictvím své matky. V roce 1261 byla králova armáda rozbita spojenými silami Šlesvicka a Holštýnska pod velením biskupa Jakoba Erlandsena, s nímž bojoval již jeho otec. Erik a jeho matka byli zajati a v letech 1261–1262 byli vězněni v Holštýnsku, posléze pak byli převezeni do Braniborska. V roce 1264 byl Erik po intervenci papeže Urbana IV. a německých knížat osvobozen.
Neustálý boj mezi Erikem a jeho stoupenci na jedné straně a rodinou předešlého krále Abela na straně druhé přiměla královnu Markétu napsat papeži Urbanovi IV. dopis (kolem 1262/1263) s prosbou o svolení k tomu, aby i žena mohla být dědičkou dánského trůnu, a tedy dát šanci některé ze sester Erikových stát se vládnoucí královnou Dánska v případě smrti mladého krále (v té době neměl ještě děti). Papež souhlasil, ale tento scénář nebyl realizován, neboť nakonec na trůn nastoupil Erikův syn jako Erik VI. Dánský.
Svou vládu započal zapojením se do politiky Švédska, kde o trůn válčili Magnus Birgersson a Valdemar I. Švédský. Erik stál střídavě na straně jednoho i druhého; nakonec se v roce 1277 se svými vojsky pustil hlouběji do Švédska. Byla to nákladná politika a aby ji Erik ufinancoval, devalvoval dánskou měnu (ve středověku byl běžný způsob vládce vylepšit své finance ten, že se zmenšovaly – osekávaly – mince z drahých kovů; jedna z verzí původu jeho přízviska Klipping – dánsky at klippe = osekat – vychází právě z této skutečnosti). Kromě toho se Erik silně zadlužil u církve.
Tato finanční politika vyvolala nespokojenost dánských velmožů a církve, Erik se také pokoušel ovládnout církev i šlechtu; konflikt s nimi skončil Erikovým úspěchem. Po smrti svého bratrance, šlesvického vévody, v roce 1272 získal Erik kontrolu nad Šlesvickem a v roce 1276 vzdor stanovisku šlechty určil svým následníkem svého syna Erika. V roce však 1282 přinutili krále ke každoročnímu jednání (tzv. danehoffer), na nichž se společně rozhodovalo o příští politice Dánska. Král také musel podepsat zákon, v důsledku kterého se zřekl části své moci ve prospěch danehofu; tento zákon zvaný Håndfæstning lze považovat za první formu dánské ústavy.

### Erikova smrt
22. listopadu roku 1286 byl Erik v malé vesničce Finderup u Viborgu zavražděn a poté pohřben v katedrále ve Viborgu. Jeho smrt – byl proboden ve spánku – náleží k záhadám dánského středověku, nikdy nebyla objasněna. Mnozí mocní dvořané v čele s maršálem Stigem Andersenem Hvidem byli postaveni mimo zákon, dodnes však není jasné, zda skutečně měli k vraždě nějaký vztah či se na ní nějakým způsobem podíleli. Smrt krále však znamenala, že ztratili téměř všechnu moc a vliv, kterou jim poskytl zákon z roku 1282, neboť nový král tímto zákonem vázán nebyl. Někteří historici uvažovali o vévodovi jižního Jutska jako o možném vrahovi, ale prokázat tuto verzi se nepodařilo.

### Manželství a potomci
1. listopadu roku 1273 se ve Šlesviku oženil s Anežkou Braniborskou, dcerou braniborského markraběte Jana I. (1213–1266) a jeho třetí manželky Juty Saské (oba náleželi askánské dynastii). Novomanželé se znali odedávna, neboť Erik byl v dětství více než tři roky rukojmím na dvoře jejího otce. Jedním z podmínek osvobození mladého krále byl závazek pojmout za manželku – podle tradice bez věna – právě Anežku.
Jejím druhým manželem se v roce 1293 stal holštýnský hrabě Gerhard II. Slepý (1252/54–1312).
Z manželství Erika a Anežky se narodili následující potomci:
- Erik (1274 – 13. listopadu 1319), pozdější dánský král Erik Menved;
- Kryštof (1276 – 2. srpna 1332), pozdější dánský král Kryštof II.;
- Valdemar († ca 1304);
- Markéta, pozdější švédská královna, manželka švédského krále Birgera Magnussona;
- Richeza († 1308);manžel Lord Nicolas II. Werle. Jejich pra-pra-pra vnukem byl Kristián I. Dánský.
- Kateřina (zemřela v dětství);
- Alžběta (zemřela v dětství).